# His Mother's Son (film 1912)
His Mother's Son è un cortometraggio muto del 1912. Il nome del regista non viene riportato nei credit del film che, prodotto dalla Reliance Film Company, aveva come interpreti Wallace Reid e Gertrude Robinson.

## Produzione
Il film venne prodotto dalla Reliance Film Company

## Distribuzione
Distribuito dalla Film Supply Company, il film - un cortometraggio di una bobina - uscì nelle sale cinematografiche degli Stati Uniti il 1º giugno 1912.